# Afanasie Chiriac
Afanasie Chiriac (n. 27 martie 1891, Corjova, județul Tighina, Basarabia – d. secolul al XX-lea, Iași) a fost un om politic român, care a făcut parte din Sfatul Țării din Basarabia.

## Biografie
La data de 27 martie 1918 a votat Unirea Basarabiei cu România.
A lucrat la diverse instituții publice din Chișinău. Din evidențele securității rezultă că nu este cunoscut cu activitate politică, nici înainte nici după 23 august 1944. În perioada comunistă, nu a întreținut relații cu ceilalți membri ai Sfatului Țării și nici cu alți basarabeni.

## Galerie de imagini

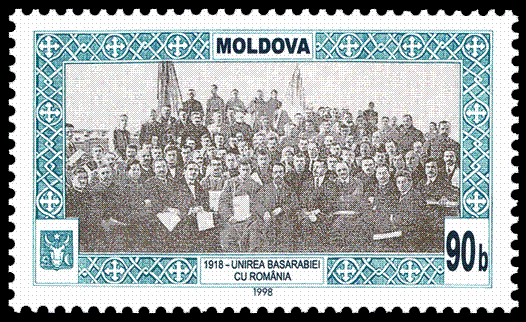
Timbru din Republica Moldova, 1998

## Vezi și
- Sfatul Țării
- Lista membrilor Sfatului Țării